# 野呂宗長
野呂 宗長（のろ むねなが、天文9年（1540年） - 天正12年（1584年））は、戦国時代の武将。通称助左衛門、孫一郎。子に野呂助三郎 。

## 略歴
森長可に仕え、剛の者として知られた。天正12年（1584年）3月に長可は羽黒の戦いで敗走した。助左衛門は追手の松平家信を瞬く間に組み伏せるも、あと一歩のところで家信の兵・松平貞治が助けに駆けつけ、助左衛門は討ち取られた。